# یچئون
یچئون (به لاتین: Yecheon County) یک منطقهٔ مسکونی در کره جنوبی است که در استان گیونگ‌سانگ شمالی واقع شده‌است. یچئون ۶۶۰٫۷ کیلومتر مربع مساحت و ۵۸٬۰۸۱ نفر جمعیت دارد.